# Жебри-Вятракі
Жебри-Вятракі (пол. Żebry-Wiatraki) — село в Польщі, у гміні Ґзи Пултуського повіту Мазовецького воєводства.
Населення — 88 осіб (2011).
У 1975-1998 роках село належало до Цехановського воєводства.

## Демографія
Демографічна структура станом на 31 березня 2011 року:
|          | Загалом | Допрацездатний вік | Працездатний вік | Постпрацездатний вік |
| -------- | ------- | ------------------ | ---------------- | -------------------- |
| Чоловіки | 49      | 16                 | 29               | 4                    |
| Жінки    | 39      | 9                  | 21               | 9                    |
| Разом    | 88      | 25                 | 50               | 13                   |